# 定朔
定朔是古代中国阴阳历中，确定每月第一天（初一、朔）的一种计算方法，与平朔相对。这种算法的原则是，将太阳的黄经和月的黄经一致的当天作为每月的初一。因此这种算法考虑了太阳运行和月球运行的不均等性，将含有真正新月（“朔”）的当天作为每月的开始。古六曆至隋大業曆採平氣平朔。唐戊寅元暦採平氣定朔後因連四大月改回平朔，麟德曆用進朔避連四大月。元授時曆棄進朔採定朔，至明大統曆大致採平氣定朔。清時憲曆（於順治二年頒行）後採定氣定朔。
在历法中导入定朔法，南北朝劉宋的何承天、北齐的劉孝孫、隋的劉焯等均提出了建议，但一直未被采纳，直到唐的戊寅元暦才首次被采用。